# Más allá del principio de placer
Más allá del principio de placer (en alemán Jenseits des Lustprinzips) es una obra escrita por Sigmund Freud en 1920.

## Contenido
Dentro de la serie de escritos metapsicológicos de Freud, la presente obra inaugura la fase final de sus concepciones:
- Aunque ya había llamado la atención sobre la compulsión de repetición como fenómeno clínico, aquí le atribuye las características de una pulsión.
- Plantea por primera vez la nueva dicotomía entre las pulsiones de vida y muerte.
- Encontramos también indicios del nuevo cuadro estructural de la mente que dominará todos sus escritos posteriores.
- Finalmente, hace su primera aparición explícita el problema de la destructividad, cada vez más prominente en sus obras teóricas.